# Mike South
Pour les articles homonymes, voir South.
Mike South, né le 26 décembre 1957, est un acteur, directeur de production américain de films pornographiques et blogueur.
Deux des films qu'il a dirigés ont gagné des AVN Awards : Sud Belles 4 en 1997 et Southern Belles 8 en 1998.
Il est connu pour ses prises positions tranchées sur l'industrie du porno et contre la violence faites aux actrices.

## Jeunesse et début de carrière
Mike Strother grandit aux États-Unis en milieu rural dans l'état de Georgie. Son père tient une entreprise de rénovation commerciale.
Il sort diplômé du lycée en 1976, et travaille dans une petite entreprise d"informatique. Il gère ensuite les bases de données du centre de vol spatial Marshall à Huntsville, en Alabama, qu'il quitte après quelques années pour devenir ensuite consultant indépendant à Atlanta.

## Carrière dans le porno
Il fréquente le Consumer Electronics Show depuis la fin des années 80 pour effectuer une veille technologique, et visite chaque fois le Adult Entertainment Expo. South entre dans l'industrie du porno dans les années 90, et indique avoir choisi le nom de South sur suggestion de Hampton Reese, chanteur d'Alabama. Il commence alors comme réalisateur de film porno puis devient acteur pour remplacer un de ses acteurs. Il arrête sa carrière avec l'âge et pour des raisons de santé.
Il s'installe sur le créneau des rumeurs du porno, occupé à la fin des années 90 et au début des années 2000 par Luke Ford, qui déteste l'industrie du prono. Il commence par commenter le blog de Luke Ford, puis en 2000, il lance son propre blog de rumeurs, en adoptant un style différent de Luke Ford pour défendre les acteurs et actrices.
Il est opéré d'une tumeur à la moelle épinière en 2007, qui lui laisse de graves lésions nerveuses l'empêchant de marcher plusieurs jours. Il est alors aidé de l'actrice Mercedes Ashley avec laquelle il travaille.

## Critique du monde de la pornographie
Sa personnalité sans filtre et ses « coups de gueule » fréquents en font une personnalité controversée. Son blog qu'il annonce avoir des dizaines de milliers de vues mensuelles est incontournable dans le milieu du porno. Il a été l'objet d'intimidations et de menaces de mort qui lui ont permis d'obtenir un port d'arme dissimulée. Certains le décrivent comme journaliste mais il considère plutôt qu'il publie son opinion.

### Porn Wikileaks
Au printemps 2011, sa réputation se renforce lorsqu'il bataille pour le démantèlement du site Porn Wikileaks, qui publiait des données personnelles d'artistes et de leurs enfants pour leur faire peur. Les artistes n'osent pas dénoncer le site par peur des représailles. South est le premier à prendre la défense des artistes et attaque le site. Il publie alors la preuve que le site exploite sur des enregistrements volés dans une base de données d'Infections sexuellement transmissibles de l'industrie du porno, en possible violation des lois HIPAA. Il désigne alors les personnes qu'il croit impliquées grâce à l'aide d'un groupe de hackers. Le site Porn Wikileaks, soutenu financièrement par un acteur connu, ferme alors rapidement en juillet 2011, ainsi que la clinique qui a laissé fuiter les données de santé des artistes.
Dans cette affaire, il lui est toutefois reproché d'avoir désigné un peu trop rapidement des personnes soutenant soi-disant le site sur la base de messages raccourcis ou sortis de leur contexte.
Par ailleurs, le cinéaste et blogueur Michael Whiteacre affirme que South s'arroge abusivement le mérite de la fermeture du siteau détrument d'un de ses partenaires et lui-même, qui les auraient patiemment collectées. South les auraient immédiatement publiées lorsqu'ils lui en ont parlé pour avoir son avis.

### Épidémie de syphilis dans la «Porn valley»
En 2012, lors de l'épidémie de syphilis qui a touché 9 personnes dans le milieu de la pornographie de la Porn valley, à San Fernando, au nord de Los Angeles, Mike South révèle le patient zéro de l'épidémie qui a caché son test positif à la syphilis et a alors présenté ses excuses.

### Violences envers les artistes
South dénonce régulièrement les violences faites aux femmes dans l'industrie du porno, en particulier l'apparition de comportement à risque, misogynes ou violents qu'il situe au début des années 2000.

### Critiques envers MindGeek
South accuse MindGeek d'être par sa position de monopole responsable de la perte de revenus des professionnels du milieu porno, par la mise en ligne gratuite de contenu pourtant protégés par droits d'auteur,.

## Reconnaissance
Deux des films qu'il a dirigés ont gagné des AVN Awards : Sud Belles 4 en 1997 (prix AVN vidéo amateur prono) et Southern Belles 8 en 1998.